# Soltbro
Soltbro (dansk) eller Großsoltbrück (tysk) er en landsby beliggende nord for Store Solt ved vejen til Lille Solt i det vestlige Angel i Sydslesvig. Administrativt hører Soltbro under Store Solt Kommune i Slesvig-Flensborg kreds i den nordtyske delstat Slesvig-Holsten. I kirkelig henseende hører landsbyen til Store Solt Sogn. Sognet lå i Ugle Herred (Flensborg Amt, Sønderjylland), da området tilhørte Danmark.
Soltbro er første gang nævnt 1615. Navnet beskriver en bro ved Store Solt. Forleddet Solt mener formentlig salt, men kan derudover også betyde sumpede land.. Landsbyen er indrammet af floderne Kilså i vest og Bondeå i syd og sydøst, som begge munder efter få km ud i Træsøen. Landsbyerne i omegnen er Møllebro og Bistoft i øst, Smedekro og Lille Solt i nord samt Store Solt i syd. Skellet mellem Store og Lille Solt Sogn går mellem Soltbro og Smedekro.
Med under Soltbro hører det vest for landsbyen beliggende område Gryd (på tysk Grüh), første gang nævnt 1751, antagelig glda. griūt for sten. Det ved vejen til Flensborg beliggende Frisled er første gang nævnt 1693, måske har der ligget en vejforbindelse mellem Angel og Nordfrisland. Den nord for Bondeåen beliggende Bregnegård (Bregengaard) er første gang nævnt 1587. Navnet er afledt af plantenavnet bregne. Tæt ved åen skulle der være spor af et tidligere borganlæg med grave. Borgens besiddelser skal have gået over hele strækningen nordenfor Bondeåen, fra Møllebro via Ågård henad Oversø til. I årene 1780 til 1790 blev halvdelen af jorderne solgt fra og disse udgjorde senere en gård ved Møllebro.